# Меморіал колишнім австралійським військовополоненим
Меморіал колишнім австралійським військовополоненим (англ. The Australian Ex-Prisoners of War Memorial) - військовий меморіал, розташований на розі вулиць Уендурі-парад і Карлтон-стріт, біля озера Уендурі на півдні Ботанічного саду міста Балларат, штат Вікторія, Австралія. Меморіал присвячений більш ніж 35 тисячам австралійських військовослужбовців, що потрапили в полон за часів від бурських до корейської воєн .

## Історія
Ідея зведення меморіалу з'явилася в 1996 році під час церемонії, присвяченій військовополоненим на День пам'яти, на якій були висловлені побажання зведення відповідного пам'ятника австралійським військовополоненим і членам їх сімей. Виходячи з цих зауважень, пізніше був створений спеціальний комітет. Планування монумента на щотижневих засіданнях комітету зайняло 8 років. В цей час увійшли 6 років, які пішли на складання списку і з'ясування імен більш ніж 36 тисяч австралійців, які стали військовополоненими під час першої та другої світових, корейської воєн. Не були забуті і ті, хто брав участь в інших конфліктах, включаючи війни у В'єтнамі, в Перській затоці, а також в миротворчій діяльності в усьому світі. Дана робота проводилася членами комісії у співпраці з істориками та співробітниками Австралійського військового меморіалу, Міністерства у справах ветеранів, Національного архіву, філій Ліга відслуживших і повернувшихся, газет і сайтів. Архітектурний проект пам'ятника був створений скульптором Пітером Бліззардом, відомим по втіленню замовлень уряду в Мельбурні та Сіднеї. На проектування та зведення пам'ятника, який сам Бліззард назвав «подорожжю в сад каменів», пішло близько 1,8 млн доларів. Була передбачена можливість додавання нових імен на стели меморіалу. Також, проект отримав 200 тисяч доларів від Співдружності націй, а в ході виборчої кампанії 2004 рокувиборчої компанії 2004 року, від керівництва Ліберальної партії - 290 тисяч, а Лейбористської - 150 тисяч.
6 лютого 2004 року меморіал був відкритий генералом Пітером Косгроув на урочистій церемонії в присутності понад 11 тисяч осіб, включаючи генерал-губернатора Австралії генерал-майора Майкла Джеффрі, міністра у справах ветеранів, міністра Данни Вейл , прем'єра Вікторії Стіва Бракса, 1500 колишніх військовополонених і членів їх сімей. Незабаром після відкриття, Міська рада Балларата попросив у федерального уряду 500 тисяч доларів на утримання та технічне обслуговування пам'ятника.
29 вересня 2008 року в присутності 50 колишніх військовополонених міністр у справах ветеранів Алан Гріффін оголосив про те, що меморіалу було присвоєно статус «Пам'ятка національного значення». Один з опікунів меморіалу, Ліс Кеннеді сказав, що в живих залишилося тільки 1200 австралійських військовополонених, принаймні у половини з більш ніж 8 тисяч померлих в полоні не відоме місце поховання. Пізніше, федеральний уряд виділив на чотири роки 160 тисяч доларів на утримання монументу. У 2010 році меморіал був включений до реєстру «Спадщина Балларата». Пітер Бліззард помер в січні того ж року, після довгих років боротьби з раком.

## Архітектура

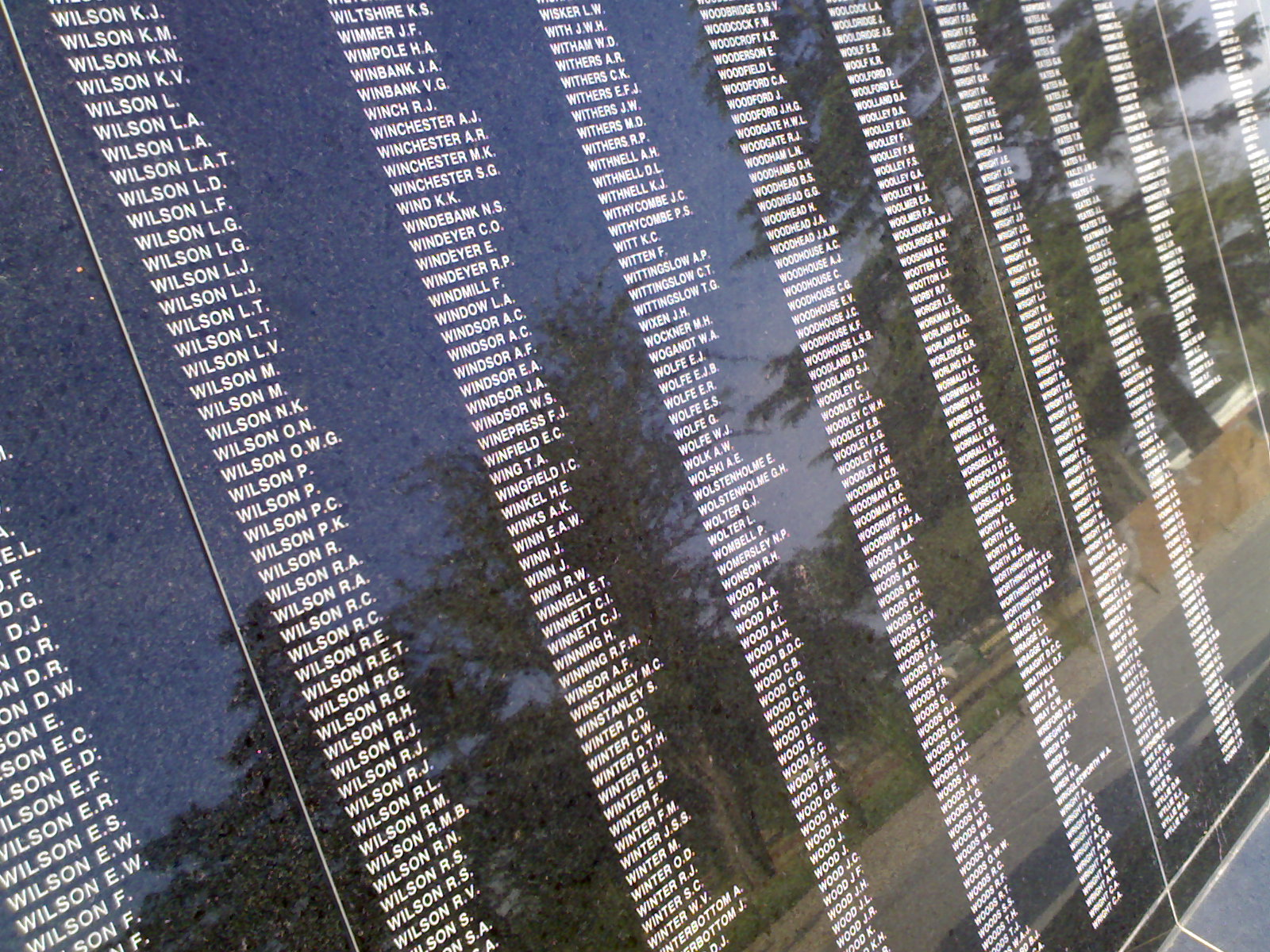
Стіна з чорного граніту з іменами

З обох сторін, меморіал довжиною 130 метрів (430 футів), починається з доріжки з бруківки з світло-сірого базальту, що нагадують залізничні шпали в якості символу відстаней, що долали австралійці, йдучи на війну, а також в знак визнання важливості залізниць в історії військовополонених . Багато в чому, уособленням випробувань австралійців в полоні є страждання в'язнів на будівництві залізниць за наказом японського командування в роки Другої світової війни. Так, тільки на зведенні Тайсько-Бірманської залізниці, що почалося в 1943 році, було задіяно близько 60 тисяч союзних військовополонених і 200 тисяч підневільних азійських робітників, з яких до кінця будівництва через важку ручну працю і обмежене харчування загинуло 2815 австралійців, більше 11 тисяч ув'язнених союзників, і, близько 75 тисяч робітників. Паралельно доріжці, з південного боку розташована довга скошена стіна з чорного граніту, на якій в алфавітному порядку висічені імена всіх відомих австралійських військовополонених, і чоловіків, і жінок, але без згадки рангів, так як за висловом творців монумента, «страждання і відчай ще ні разу не визнали статус жодної людини». В середині шляху стіна переривається на невелику водойму, в якії стоїть ряд кам'яних обелісків з назвами тих країн, в яких австралійці перебували в полоні. Обеліски знаходяться поза досяжністю, символізуючи те, що всі тюремні табори були за кордоном, далеко від дому, сім'ї та друзів. Шостий обеліск з семи не стоїть, а лежить на землі, в знак поваги до померлих в полоні. Перед обелісками стоїть висока стела з частково необробленого каменю з написом попереду і ззаду: «Меморіал колишнім австралійським військовополоненим», обрамленим з двох сторін флагштоками з прапором Торгового флоту, прапором Військово-повітряних сил, прапором Військово морського флоту і Національним прапором (як символ Армії). Далі, знову починається гранітна стіна, яка веде до кінця шляху - великого каменя в якості кенотафа з написом «Щоб ми не забули». З-під каменя витікає струмок, який рухається вниз по стіні до вузького водотоку перед першою групою імен та впадає у водойму, а потім продовжує текти мимо другої групи імен, після чого він зникає під дорогою, повертаючись до свого витоку. Меморіал створений з натуральних матеріалів для збереження гармонії з оточуючим його Ботанічним садом Балларата. Меморіал оточений рослинними посадками, в тому числі примірниками виду Ксантореі австралійської, відокремленими гравійною щебінкою.
|                                 |                                |                             |
| Центральний обеліск, вид ззаду. | Списки імен військовополонених | Кенотаф «Щоб ми не забули». |

## Використання
Щорічно в перших числах лютого - в річницю відкриття меморіалу, як і 25 квітня в День АНЗАК і 10 листопада в День пам'яті, у кенотафа проводяться пам'ятні служби з покладанням вінків. 9 квітня 2017 року біля меморіалу має пройти захід пам'яті АНЗАК, приурочений до сторіччя битви при Буллекурте 11 квітня 1917 року, в результаті якої німецькою армією були захоплено 1100 австралійців, що склало більше 25% всіх австралійських військовополонених Першої світової війни.